# Laurentius Petri Gothus
Laurentius Petri Gothus, eigentlich Lars Petersson, zur Unterscheidung von seinem Vorgänger mit dem Beinamen Gothus nach seiner Heimatprovinz Östergötland, manchmal auch Laurentius Petri der Jüngere (* 1529 oder 1530 in Söderköping; † 12. Februar 1579 in Uppsala) war ein schwedischer Theologe und der zweite lutherische Erzbischof von Uppsala. Er machte sich auch als Dichter von Kirchenliedern sowie von neulateinischen Gedichten einen Namen.

## Leben
Dank der Förderung von Herzog Erik, dem späteren König Erik XIV., konnte Laurentius Petri Gothus ab 1546 an der Universität Wittenberg Evangelische Theologie studieren. Nach einer kriegsbedingten Rückkehr nach Schweden kam er 1557 wieder nach Wittenberg und erwarb im Jahr darauf den Magistergrad. Sein wichtigster Lehrer war Philipp Melanchthon. 1559 veröffentlichte er das historische Gedicht Stratagema Gothici Exercitus adversus Darium (über eine Schlacht der Skythen, die er als Vorfahren der Goten und somit wiederum als Vorfahren der Schweden sah, gegen den Perserkönig Darius), mit dem er den Götizismus beeinflusste.
Nach der Rückkehr in seine Heimat 1561 wurde Laurentius Petri Gothus vom neuen König Erik zum Hofprediger ernannt, wandte sich aber zur Vervollkommnung seiner Studien nochmals nach Deutschland, diesmal an die Universität Rostock zu David Chyträus. Im Juni 1566 erhielt er eine Professur an der Universität Uppsala, wo er 1572 als Rektor amtierte. Als Erzbischof Laurentius Petri (Nericius) gestorben war, erhielt sein Schwiegersohn Laurentius Petri Gothus bei der Wahl im Juni 1574 zwar deutlich weniger Stimmen als der orthodoxe Bischof von Linköping, Martinus Olai Gestricius, wurde aber von König Johann III. am Jahresende zum Erzbischof ernannt und im Juni 1575 mit einer katholisierenden Bischofsweihe (die seit Jahrzehnten in der Schwedischen Kirche nicht mehr durchgeführt worden war) offiziell in sein Amt eingeführt. König Johann erhoffte sich von ihm eine Unterstützung bei den Plänen zur Umformung der lutherischen Kirche in humanistisch-reformkatholischem Sinne. Tatsächlich unterstützte Laurentius Petri Gothus zuerst die vom König oktroyierte Liturgie von 1576 (Röda Boken) durch eine Vorrede. Als aber 1578 bekannt wurde, dass der päpstliche Legat Antonio Possevino zu Unionsgesprächen in Stockholm weilte und der Jesuit Laurentius Nicolai Norvegus (Klosterlasse) dort eine heimliche Ausbildungsstätte für römisch-katholische Theologen unterhielt, wandte der Erzbischof sich mit der Schrift Contra novas papistarum machinationes scharf dagegen. Trotz seines baldigen Todes konnte er damit die kurze Episode einer drohenden schwedischen Gegenreformation wieder beenden.
Von den von Laurentius Petri Gothus verfassten Kirchenliedern ist eins (En syndig man) noch im aktuellen schwedischen Gesangbuch von 1986 vertreten (Nr. 533).
Laurentius Petri Gothus war mit Margareta, der Tochter seines Vorgängers Laurentius Petri, verheiratet. Aus der Ehe gingen zwei Töchter hervor. Sein Neffe Laurentius Paulinus Gothus amtierte ebenfalls als Erzbischof von Uppsala.

## Werke
- Stratagema gothici exercitus: Ett återfunnit humanistepos. In: Samlaren, N F 3, 1922, S. 251–276.
- Birger Bergh (Hrsg.): En svensk latinpoet från 1500-talet. Stockholm 1973.